# (5714) Krasinsky
(5714) Krasinsky (1982 PR) – planetoida z pasa głównego asteroid okrążająca Słońce w ciągu 5,53 lat w średniej odległości 3,13 j.a. Odkryta 14 sierpnia 1982 roku.